# Сийвертси (район)
Си́йвертси (эст. Siivertsi) — историческая местность и район города Нарвы, Эстония.

## География
Район Сийвертси расположен в северной части Нарвы, в 3—4 км от её центра. На юге граничит с районом Сутгофи, на юго-западе — с районом Пяхклимяэ, на севере — с городом Нарва-Йыэсуу. Его восточная граница проходит по берегу реки Нарвы.

## История
В конце XVIII века на территории современного Сийвертси находилась небольшая скотоводческая мыза Сиверсгаузен, названная по фамилии ей владельца — Сиверса (в 1767 году упоминается как Sievers, в 1796 году — как нем. Sievershausen) и принадлежащая мызе Вазахоф (нем. Wasahof, Рийги (эст. Riigi mõis). В конце XIX века — начале XX века этот район стал промышленным: здесь работали несколько различных предприятий, в частности ситцевая, водочная, спичечная и лесопильная фабрики. Позже эта местность стала жилым районом. Ещё в 1920-х годах она упоминается как деревня Сиверски (эст. Siversk), а в 1913 году — как Сиверсгаузенъ и Сиверская д.
В годы Второй мировой войны, в феврале—июле 1944 года части Красной армии вошли в Сийвертси через реку Нарва, её плацдарм был уничтожен в марте 20-й эстонской добровольческой пехотной дивизией СС. 

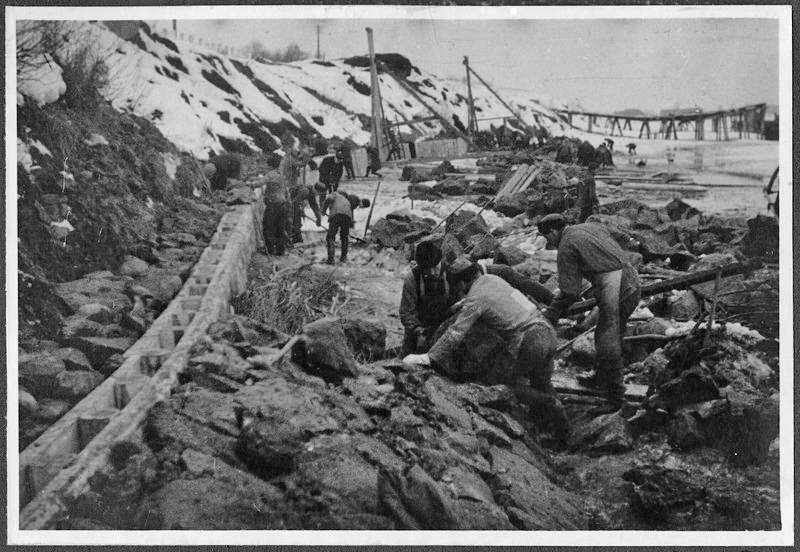
Укрепление берега реки Нарва в Сийвертси, 1932—1933 годы

В 1930 году в Сийвертси под слоем торфа, на заросшем илом дне морского залива, на глубине около 3 метров, были найдены костяной наконечник стрелы и другие предметы кундской культуры, а также остатки рыболовной сети периода мезолита: поплавок из сосновой коры и камень с леской вокруг него.
На территории района находятся:
- открытый в 1900 году памятник русским воинам, павшим в битве при Нарве в 1700 году (Великая Северная война); в 1995 году внесён в Государственный регистр памятников культуры Эстонии как памятник истории[5];
- кладбище Нарвского гарнизона, основанное в 1919 года и официально открытое в 1921 году, и памятник павшим в Освободительной войне[6];
- Эстонское военное кладбище;
- Немецкое военное кладбище;
- несколько старинных кладбищ разных приходов: Александровское кладбище, Петровское кладбище, Немецкое кладбище и др.;
- бо́льшая часть кладбища Сийвертси, на котором расположена братская могила Северо-Западной армии (СЗА)[1].

Район застроен в основном малоэтажными жилыми домами. 

Сийвертси в 2009—2021 гг.
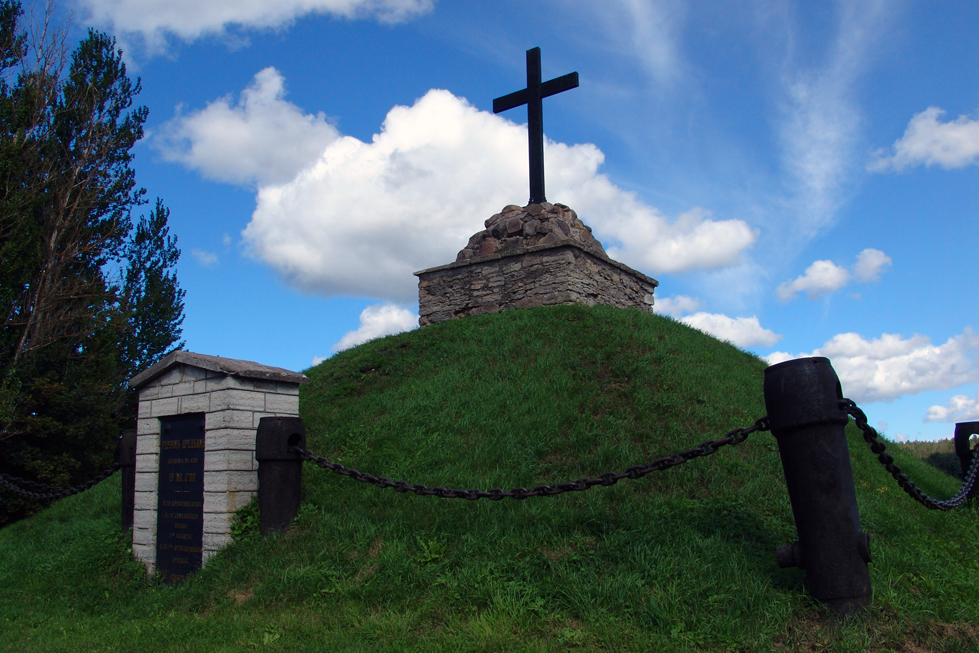
Памятник русским воинам, павшим в битве при Нарве в 1700 году, 2009 год
Памятник на братском кладбище СЗА, 2009 год
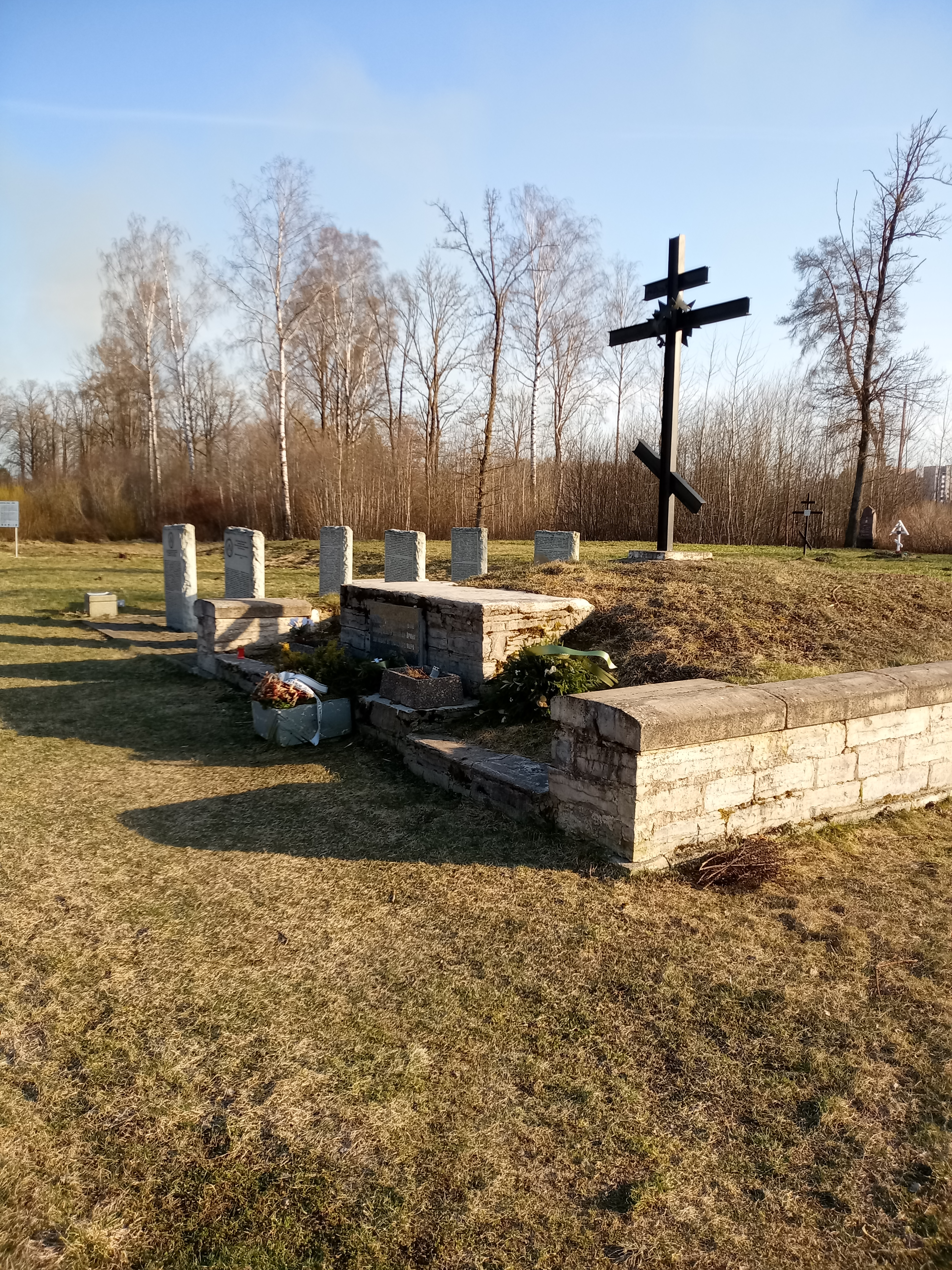
Братское кладбище СЗА, 1921 год
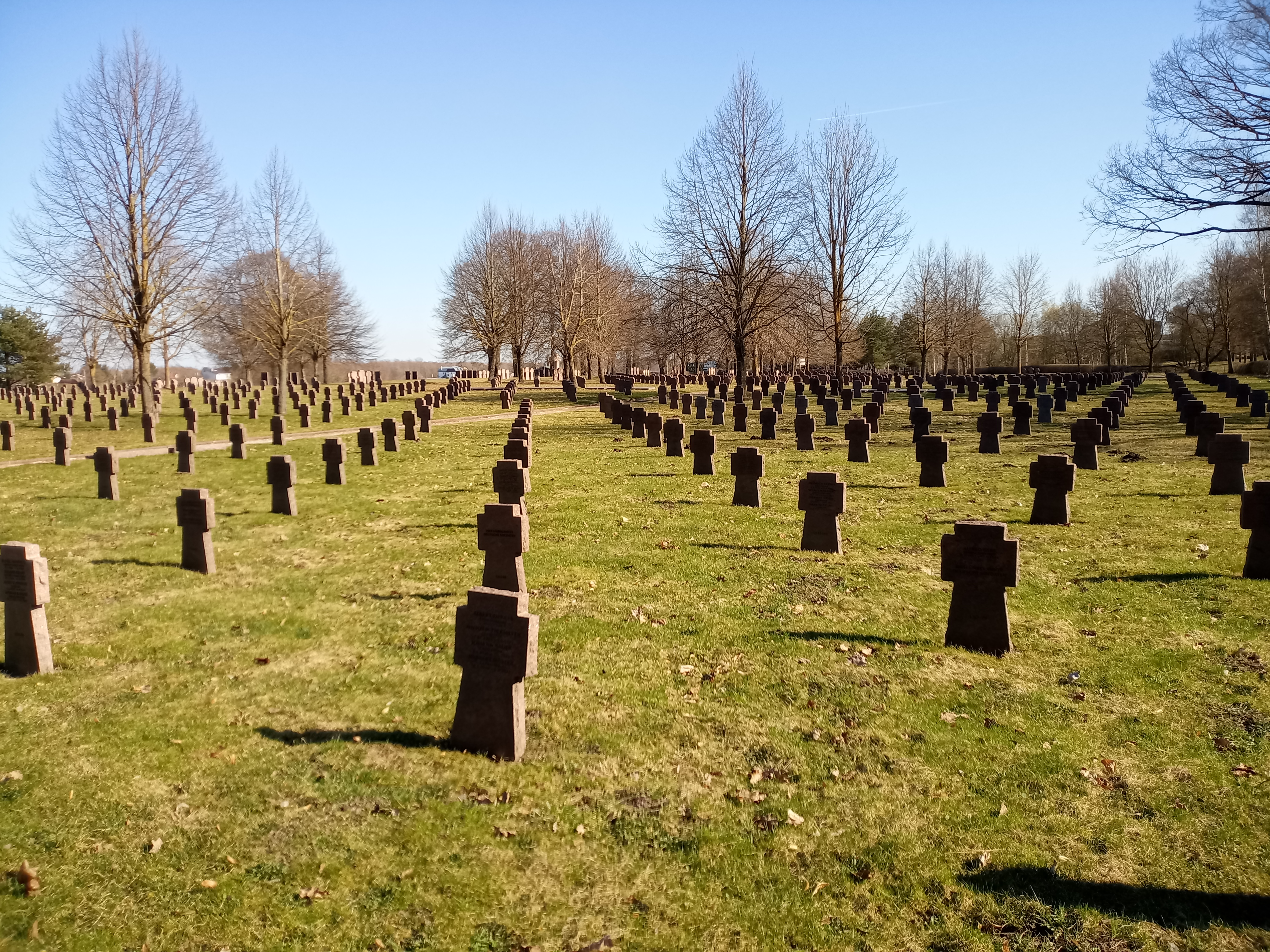
Немецкое кладбище, 1921 год